# Pablo Simonet
Pablo Simonet, né le 4 mai 1992 à Vicente López, est un handballeur international argentin évoluant au poste d'arrière gauche. Il est notamment le frère de Diego et Sebastián, également handballeurs internationaux.

## Biographie
Né à Vicente López, un quartier de Buenos Aires, il est le fils des anciens handballeurs argentins Luis Simonet et Alicia Moldes.

### Parcours en club
Il commence sa carrière au SAG Villa Ballester à l'âge de 7 ans. En 2011, il remporte le Championnat d'Argentine jeunes et intègre l'équipe A du club. 
En janvier 2012, il suit la trace de ses frères Diego et Sebastián en rejoignant l'Espagne (plus précisément au BM Ciudad Encantada) puis, en 2013, l'US Ivry.

### Parcours en équipe nationale
C'est à l'occasion du championnat du monde 2013 qu'il participe à sa première grande compétition internationale avec l'Argentine.
En 2015, lors des Jeux panaméricains tenus à Toronto, au Canada, il s'est qualifié pour les Jeux olympiques de 2016 avec l'équipe nationale argentine après avoir atteint la finale de ce tournoi en obtenant la médaille d'argent.
En 2016, il a obtenu la troisième place du Championnat panaméricain tenu à Buenos Aires, en Argentine. Il fait ensuite partie de l'équipe nationale aux Jeux olympiques de Rio en 2016 puis à 
En 2019, il a remporté la médaille d'or aux Jeux panaméricains de 2019 de Lima, lui permettant de participer aux JO Tokyo en 2021.

## Palmarès

### En club
- Vainqueur du Championnat de France de D2 (1) : 2015

### En équipe nationale
Jeux olympiques
- 10e place aux Jeux olympiques 2016
- 12e place aux Jeux olympiques 2020

championnat du monde
- 13e place au championnat du monde 2013
- 12e place au championnat du monde 2015
- 18e place au championnat du monde 2017
- 17e place au championnat du monde 2019
- 11e place au championnat du monde 2021

Jeux panaméricains
- Médaille d'argent aux Jeux panaméricains de 2015 (en)
- Médaille d'or aux Jeux panaméricains de 2019

Championnats panaméricain
- Médaille d'or au Championnat panaméricain 2018
- Médaille de bronze au Championnat panaméricain 2016

Championnat d'Amérique du Sud et Centrale
- Médaille d'or au Championnat d'Am. Sud et Centrale 2020
- Médaille d'argent au Championnat d'Am. Sud et Centrale 2022